# Hanssen
Hanssen ist ein Familienname.

## Herkunft und Bedeutung
Bei „Hanssen“ handelt es sich um einen patronymischer Familiennamen mit der Bedeutung „Sohn des Hans“. Es handelt sich zudem um eine Variante des Familiennamens Hansen.

## Namensträger
- Bernhard Hanssen (1844–1911), deutscher Architekt
- Bjarne Håkon Hanssen (* 1962), norwegischer Politiker
- Christen Ager-Hanssen (* 1962), norwegischer Investor und Unternehmer
- Ernst Hanssen (1907–1989), deutscher Bildhauer und Goldschmied
- Friedrich Hanssen (1857–1919), deutscher Linguist
- Gène Hanssen (* 1959), niederländischer Fußballspieler
- Georg Hanssen (1809–1894), deutscher Agrarhistoriker und Nationalökonom
- Haakon Bruun-Hanssen (* 1960), norwegischer Admiral
- Hans Peter Hanssen (1862–1936), dänischer Politiker und Journalist
- Hans-Georg Müller-Hanssen (1908–1998), deutscher Maler und Grafiker
- Helmer Hanssen (1870–1956), norwegischer Polarforscher
- Henner Hanssen (* 1972), deutscher Sportmediziner und Hochschullehrer
- Jens-Peter Hanßen (* 1969), deutscher Orientalist
- Johannes Hanssen (1874–1967), norwegischer Komponist, Dirigent und Militärmusiker
- Karl Hanssen (1887–1916), deutscher Fußballspieler
- Kurt-Walter Hanssen (1903–1945), deutscher Jurist und politischer Funktionär (NSDAP).
- Nadine Hanssen (* 1993), niederländische Fußballspielerin
- Olav Hanssen (1915–2005), deutscher Theologe, Pädagoge und Autor
- Richard Hanssen (1864–1945), deutscher Augenarzt in Hamburg
- Robert Hanssen (1944–2023), US-amerikanischer Doppelagent
- Simon Spang-Hanssen (* 1955), dänischer Saxophonist
- Terje Hanssen (* 1948), norwegischer Biathlet